# Булдаков, Алексей Александрович
Алексей Александрович Булдаков (4 ноября 1980, Кострома) — современный российский художник и антрополог.
Видеохудожник, акционист, мастер объектов и инсталляций, куратор.

## Биография
С 1998 по 2003 год учился на факультете социальной антропологии РГГУ. Участвовал в проекте «Школа современного искусства» Авдея Тер-Оганьяна. С 1998 года входил в общество «Радек». Участвовал в «Манифесте» (Manifesta 4 (Франкфурт, 2002)), Пражских биеннале (2003, 2005). Стамбульской биеннале (2007).
В 2010 году подписал открытое письмо президенту России в защиту Андрея Ерофеева и Юрия Самодурова.
В 2011—2012 годах учился в Венской Академии Изящных искусств.
В 2011 году инициировал коллективный международный проект Лаборатория городской фауны, в рамках которой сейчас и работает . В 2013 году Лаборатория приняла участие в первой Бергенской ассамблее (кураторы Екатерина Дёготь и Давид Рифф).
В 2015 году стал стипендиатом гранта ArtsLink Independent Project Award.
В 2017, 2018 годах вошёл в Российский инвестиционный художественный рейтинг 49ART, представляющий выдающихся современных художников в возрасте до 50 лет.
Живёт и работает в Москве.

## Работы находятся в собраниях
- Государственная Третьяковская галерея, Москва.
- Мультимедиа-арт-музей, Москва.
- Фонд культуры «Екатерина», Москва.
- ММОМА, Москва.
- Музей современного искусства «Гараж».
- Фонд V-A-C, Москва.
- Коллекция Kadist Foundation, Париж.

## Персональные выставки
- 2006 — «Голоса» (аудио-реди-мейд, совм. с А. Тер-Оганьяном). Галерея «Вперёд!», Берлин.
- 2007 — «Crash Test». XL Галерея, Москва.
- 2007 — «Клёвые тачки». Типография «Оригинал», Москва.
- 2007 — «True Goth» (совм. с В. Чтаком). Галерея «Art Business Consulting», Культурный центр «АРТСтрелка», Москва.
- 2008 — «Mute». XL Галерея, Москва.
- 2009 — «Излишества». XL Галерея, Москва.
- 2009 — «Монумент обреченности», Государственный центр современного искусства, Москва
- 2011 — «Attentionwhores» (совм. с А. Рябовой). XL Галерея, Москва.
- 2011 — «Зоопарк городской фауны» (совм. с А. Потемкиной и Д. Потемкиным). На площадке и в рамках «Артхаус Сквот Форума», Москва[9].
- 2011 — «Биллион» (совм. с А. Рябовой). Культурный центр «Арт-Пропаганда», Самара[10].
- 2019 — «Дюймовочка». Московское представительство аукционного дома Christie’s, Москва[11]

## Избранные групповые выставки
- 2002 — «Сделано во „Франции“». Музей им. А. Сахарова, Москва[12].
- 2006 — «8=8». L-галерея, Москва[13][14].
- 2007 — «14 групповых фотографий». Галерея «Reflex», АртСтрелка, Москва[15].
- 2007 — «Брак». ЦСИ М’Арс, Москва.
- 2007 — «Прогрессивная ностальгия». ЦСИ Луиджи Печчи, Прато[16].
- 2007 — «Хороший, плохой, злой». Фонд Stella Art, Москва[17][18].
- 2008 — «Вторжение : Отторжение». Baibakov art projects, Москва[19].
- 2008 — «Русские сны…» Bass Museum, Майами-Бич[20].
- 2008 — «Молодые, агрессивные». Университет искусств Мусасино, Токио[21].
- 2009 — «Европейская мастерская». ЦДХ, Москва[22][23].
- 2010 — «The New Décor». ЦСК «Гараж», Москва[24].
- 2010 — «Проверка на прочность». XL-галерея, в рамках биеннале «Стой! Кто идёт?», «Винзавод», Москва[25].
- 2010 — «Концептуализм: здесь и там». Южно-российская биеннале, МСИИД, Ростов-на-Дону[26].
- 2011 — «Медиа Удар», «Artplay», Москва[27].
- 2011 — «Фантомные монументы». ЦСК «Гараж», Москва[28][29].
- 2012 — «Президиум ложных калькуляций». Музей предпринимателей, меценатов и благотворителей, Москва[30][31][32].
- 2013 — «Невесомость». МВЦ «Рабочий и колхозница», Москва.[33][34]
- 2014 — «Тень сомнения». Музей «Гараж», Москва[35].

## Кураторские проекты
- 2010 — «Проверка на прочность». XL Галерея, Москва.
- 2004 — Акт милосердия (совместно с Викторией Ломаско),Зверевский центр современного искусства, Москва
- 2003 — Радио Радек, Арт Клязьма, Москва

## Проект «Лаборатория городской фауны»
«Лаборатория городской фауны», или ЛГФ, — это скорее не художественная группа, а междисциплинарная платформа для художников, учёных, архитекторов и всех, кому интересны отношения между людьми и животными в городе. В идеале ЛГФ должна работать как самоорганизующаяся институция, которая помогает реализации разных проектов, включая независимые исследования, сбор данных и производство искусства в публичном пространстве. — Алексей Булдаков

### Персональные выставки
- 2019 — «Каскадеры». Московский музей современного искусства, Музей Вадима Сидура, Москва[36][37].
- 2017 — Новые лидеры регионального развития, куратор Катерина Чучалина, Музей истории Гулага, Москва[6]
- 2017 — Городская Сауна. Как я научился не беспокоиться и полюбил загрязнение окружающей среды, куратор Юлия Аксёнова Винзавод[38][39]
- 2016 — Дарящие надежду, XL галерея, Москва
- 2016 — Шахтёр парильщик, презентация скульптуры в фонде «Кадист», Сан-Франциско, США[6]
- 2014 — Зелень внешняя, куратор Катерина Чучалина, Павильон № 59, ВДНХ, Москва

### Групповые выставки
- 2020 — Performing the Fringe, кураторы Инга Ласе и Юсси Котиела, Konsthal C, Стокгольм, Швеция
- 2017 —Новая грамотность, главный прроект 4й Уральской биеннале, куратор Жоа Рибас, Екатеринбург
- 2015 — Расширение пространства, ГЭС-2, Москва
- 2015 — Наша земля/Чужая территория, куратор Юлия Аксёнова, ЦВЗ «Манеж», Москва
- 2014 — IK-00. Places of Confinement, куратор Катерина Чучалина, Casa dei Tre Oci, Венеция
- 2013 —Понедельник начинается в субботу, кураторы Екатерина Дёготь и Давид Рифф, Бергенская триеннале, Берген, Норвегия
- 2012 —The way of Enthusiasts, куратор Катерина Чучалина, Casa dei Tre Oci, Венеция
- 2012 — Президиум ложных калькуляций, Музей предпринимательства и филантропии, Москва

## Номинации
- 2007 — документальный фильм «Вечеринки без трусов» (работа Алексея Булдакова и Петра Быстрова) был отобран в шорт-лист премии Кандинского в номинации медиа-проект года.
- 2008 — «Вечеринки без трусов» были отобраны в шорт-лист премии «Инновация» в номинации «Новая генерация».
- 2008 — видеоинсталляция «Crash Test» была отобрана в шорт-лист премии «Инновация» в номинации «Новая генерация».
- 2011 — видеоинсталляция «Attentionwhores» (работа Алексея Булдакова и Анастасии Рябовой) была отобрана в шорт-лист премии «Инновация» в номинации «Новая генерация».
- 2015 — проект «Зелень внешняя» (совместно с Анастасии Потёмкиной) номинант Всероссийского конкурса «Инновация».[40][41]